# Ženska moda u Beogradu između dva rata
Ženska moda u Beogradu između dva rata bila je pod uticajem zapadnoevropske mode, a najviše pariske. U XIX veku žena je nosila odeću koja je naglašavala sve njene ženske atribute, uske korsete (koji su isticali njene grudi i bokove i sužavali struk), predugačke haljine, ruke prekrivene dugačkim rukavicama. Ovo je bila posledica pasivne uloge u svetu muškaraca. XX vek donosi velike promene u modi, kao i samoj ulozi žene. Prvih godina XX veka, žena dobija određenu slobodu pokreta koju do tada nije imala.
Jedna od prvih srpskih modnih kreatorki i jedna od najpoznatijih vlasnica modnih salona u Beogradu u prvoj polovini 20. veka bila je Rebeka Jakovljević Amodaj. Njen modni salon važio je za simbol beogradskog modnog šika, pa je čak i čuveni Branislav Nušić pominje je u svojoj drami „Dr” iz 1936. godine. On u jednom trenutku piše: „... ah, ona šije haljine kod Rebeke.” bez daljeg objašnjenja, što upućuje na to da su svi znali o kome piše.

## Ženska moda dvadestih godina XX veka
Prvi kreator koji je nagovestio modu dvadesetih godina XX veka bio je Pol Poare (Paul Poiret). On je odbacio korset i brojne podsuknje, podigao je struk, skratio je suknju do pola članka, otkrio ruke i naglasio dekolte.
Tokom Prvog svetskog rata žena se prihvatila tradicionalnih muških poslova i spoznala udobniju i praktičniju odeću od one koje je ranije nosile. Posleratna atmosfera i opšte siromaštvo nisu bili pogodni za brzo i široko usvajanje modnih noviteta.
Traganje za novim modnim stilom, koji je odgovarao zahtevima moderne, emancipovane žene, potrajalo je nekoliko godina.

### Odeća
Na samom početku treće decenije struk je naglašavan širokim pojasevima i uvedeno je novo proširenje oko bokova. 
Već naredna godina bila je presudna za stvaranje „garson“ stila i tada je preovladavala ravna silueta sa linijom struka koja se spušta prema bokovima. Večernje haljine su jednostavnost preuzele od dnevnih.
Nova, tzv. „dečačka“ moda potpuno je dobila svoj oblik tokom 1923. godine i trajala je do kraja decenije. Time je žena pokazivala svest da su, ne samo njene sposobnosti ravne muškim, nego da čak ni fizički ne mora da liči na „slabiji“ pol. Garson stil odlikuju pored ravno spuštenog struka i kratko podšišana kosa, „kloš“ šešir, cipele sa pređicom i „pismo“ tašna. Materijali žersej i tvid počinju da se koriste za izradu kostima. Večernja haljina je duga do članaka i s velikim dekolteom na leđima. Jarke i svetle boje su sve više u upotrebi. 
Godine 1924. „unformu“ za dan su činili žaket (bluza ili sviter) koji pokriva bokove, plisirana suknja duga do ispod kolena, kloš šeširić, kožna tašna, cipele sa pređicom. Haljine mantili i strogi kostimi bili su hit zimske sezone. Haljina za veče se drapirala na bokovima i nosile su se ešarpe kako bi se naglasio spušten pojas. 
Sledeće godine je stroga ravna linija garson stila bila na vrhuncu. Da bi se naglasio pokret i brzina, kreatori u popodnevnim i večernjim toaletama su proširivali donje delove. Estetika kontrasta je bila u modi: strogi krojevi i obilje detalja (ukrasne bordure, cvetni ukrasi, vez...).
Godine 1926. uz vecernju toaletu bio je neophodan ogrtač od skupocene tkanine, nekad sa velikom krznenom kragnom, ili ručno oslikana svilena marama-šal sa resama. Struk na kostimu i kaputima se vraća na svoje prirodno mesto. Donji delovi najmodernijih večernjih tkanina s obiljem godea u gloknu i sa neravnim repastim donjim ivicama. Lični izbor detalja, kao što su marame i nakit, je bio jako važan jer se tako dobijalo na različitosti. 
Godine 1928. suknja je bila kraća nego ikad, ali večernja haljina se pozadi opet produžila do polovine listova, dok je spreda bila duga do ispod kolena. Težilo se ka asimetricnosti, a petogodišnja vladavina „garson“ stila se ugasila. 
Naredna godina je donela već novine koje su posebno za večernje izlaske počele da vraćaju u modu ženstvenost. Kroj je trebao da neusiljeno prati formu ženskog tela. Suknja je postala duža, struk je i dalje spušten, ali je bliži svom prirodnom mestu. Jedna od omiljenih haljina bila je princes haljina koja je bila uska do bokova, a široka u donjem delu sa rubom nejednake dužine.
Gadina 1930. je nagovestila novine kojih će biti u četvrtoj deceniji. Te novine su najuočljivije na večernjoj haljini. Ostala je uska, otvorenih leđa sa bluziranim strukom, duga i često sa šlepom. Kosim krojenjem postizao se efekat „uvijanja“ oko tela čime se diskretno nagovečtavala senzualnost ženskih oblina.

### Modni dodaci

#### Frizura
Žene su posle Prvog svetskog rata i dalje negovale svoje duge kose skupljajući ih u punđu, a uz takvu frizuru nošeni su šeširi i kape sa visokim i širokim kalotama koji su bili ukrašeni mnoštvom traka, porupčića, perja, raznim aplikacijama i šlajerima. Omiljeni su bili oni koji podsećaju na troroge šešire. Takođe su se nosili turbani, tijare, perje, svilene trake oko glave. Godine 1924, u zimu, počela je višegodišnja vladavina kratke, dečačke frizure i kloš šešira koji su postali simbol dvadesetih godina XX veka. Nošene su i drapirane toke priljubljene uz čelo i beret, a u letnjim mesecima i šeširi sa širokim obodom. Upadljiva promena nastala je 1929. godine - glatku „bubikopf“ frizuru je potisnula nešto duža i ondulirana kosa, što je uslovilo i promenu oblika šešira. Ulaze u modu šeširi i kape koji otkrivaju čelo, ali sa obodom koji je u zadnjem delu proširen tako da pokriva vrat. Pri bavljenju sportom bere je bio neizostavan.

#### Obuća
Sa otkrivanjem ženskih nogu, pažnja se skretala na obuću, ali se njen izgled menjao sporije od ostalih delova toalete. Iz sezone u sezonu cipele su postale sve dubje, potpetice sve uže, a kaišići se prepliću na najraznovrsnije načine. Godine 1923. omiljena su bila dva tipa cipela: jednobojne sa pređicom preko risa i „T“ cipele sa pređicom između dekoltea i kaiša preko risa. Godine 1927. za šetnju i rad postaju moderne dvobojne cipele sa pređicom ili na šniranje. Večernje cipele su bile izrađene od iste tkanine kao i haljina ukrašene šnalama i vezom.

#### Tašne
Večernje tašne su bile od finih tkanina i raskošno ukrašene vezom i perlicma. Tašne za dan bile su strože gemetrijske forme s kraćim drškama. Nosile su se i pismo torbe.
Nakit je bio važno obeležje „garson“ stila, osim vrhunskih dela, juvelirske umetnosti bio je popularan nakit i od jeftinih materijala. Bile su zastupljene biserne ogrlice, uske ili glomazne narukvice, prstenje od sintetičkog materijala ili legure, kao i koktel prstenje. Nošeni su broševi i uveden je monokl kao deo nakita.
Moderna žena dvadesetih je počela da se šminka. Koristili su beli pirinčani puder, rumenilo, senke za oči, crvene karmine i crvene lakove za nokte.

## Ženska moda tridesetih godina
Kraj mode dvadesetih i početak mode tridesetih nastupio je 24. Oktobra 1929. godine, kad je zatvorena njujorška berza. U Americi i Evropi stanovništvo je zahvatilo siromaštvo i ekonomska depresija. Obeležje tridesetih godina jesu kosmopolitizam, novi duh klasicizma , uglađenost,naklonost ka modernizmu.

### Odeća
Početkom tridesetih godina ustanovljena je nova silueta odeće za dan, koja se odlikovala naglašenim ramenima, linijom struka na svom mestu i dužinom do sredine listova, odnosno do ispod kolena do 1938. Večernje haljine odisale su ženstvenošću i diskretnim luksuzom . 
Godine 1931. strogi kostimi i haljine princes kroja u kombinaciji sa mantilom od iste tkanine postali su uniforma za dnevne izlaske. Omiljena večernja haljina te modne sezone bila je „pagoda“. U modu su ušli i kep i bolero u različitim varijacijama i nošeni su do kraja decenije. Glavne novine tokom 1933. bile su prošrena ramena i detalji inspirisani ženstvenošću viktorijanske epohe. 
Već 1934. godine iz ženske mode je uklonjeno sve što je podsećalo na mušku modu. Dnevna silueta, sa svojom strogošću i jednostavnošću se upadljivo razlikovala od večernje. Dama je za svečanu priliku mogla da bira između „robkloš“ (haljina se zvonasto širi od struka), „robtiž“ (haljina sa uskim donjim delom i malim šlepom) i tunike (šivene od somota, lamea, ili tila ukrašenog šljokicama). Koristile su i kep ili ogrtač . 
Na polovini decenije silueta je bila ravna sa naglaskom na okovratniku, ramenima i rukavima. Izbor detalja na večernjim haljinama je bio gotovo neiscrpan: dugmat od štrasa, rese, veštački cvetovi, žaboi, čipke... Novost je bila da su se i pantalone zvonastih nogavica nosile u večernjim prilikama. U modu su ušle suknje-pantalone. Bolero je krojen zajedno sa haljinom. Od tkanina najviše su korišćene angora, žersej, vunene čipke.. a za veče, til i sjajne lame tkainine. Omiljeni su bili dezeni sa ciframa, slovima, horizantalnim prugama, tufnama, žanr motivima... Sve je bilo u znaku veza i „klasika“. Novost su bile dugmad od galalita i stakla u obliku raznih plodova i životinja, kao i korišćenje rejsferšlusa.
Ni poslednje godine pred rat nisu donele mnogo novina: naglašena ramena, uzak struk, suknja krojena u gloknu. 
Od 1938. suknja je duga do ispod kolena. Na moru i u banjama nosile su šorceve.

### Modni dodaci

#### Šeširi
Tridesetih godina su šeširi postali raznovrsniji sa detaljima koji su menjani iz sezone u sezonu. Godine 1931. šešir je otkrivao čelo, a pozadi i sa strane pokrivao vrat i uši. Počeo je da se nosi i mali „nahereni “ šeširić ispod kog se videla blago talasata kosa, nešto duža nego ranije. Bere se sada nosi, osim u sportskim i u večernjim prilikama. Nosile su ga žene svih društvenih statusa. Kapa koje podsećaju na turbane su se takođe nosile. Leti su bili obavezni šeširi s širokim obodom. Godine 1934. šeširi su postajali većih dimenzija kako bi bili u skladu sa proširenim ramenima. Takođe su se nosili i džokej šeširi. Sledeće godine prednost se davala malim šeširima koji su nošeni tako da pokrivaju čelo i oko. Omiljeni su bili „muški“ i „lovački“ šeširi. Tokom 1936. godine pojavili su se neki novi oblici šešira: sa plitkom kalotom i obodm urolanih i uzdignutih ivica, šeširi za veče, od somota i čipke. Godine 1937. bogatstvo oblika i ukrasa bilo je veće no ikada: kape u obliku levka, fesa ili sa proširenjem u gornjem delu, sa mnoštvom ukrasa u vidu trešanja i višanja... Razne dijademe i turbani sa nojevim perjem su nošeni u večernjim prilikama. Kraj decenije obeležili su šeširi i kape koji su otkrivali lice, čelo i kosu. Obod šešira koji je napred isturen preterano je naglašen tako da se pričvršćavao za zadnji deo glave da ne bi padao. Toke, visoke i raznovrsnih oblik navučene su do obrva.

#### Cipele
Izgled cipela nije se tako brzo menjao kao izgled šešira. Početkm decenije cipele su imale oštre vrhove i potpetice sužene u donjem delu. Cipele za dan su tokom tridesetih bile duboke, ukrašene šnalama i sa nižom potpeticom. Ulaze u modu i dvobojne cipele na šnir. Obuća za veče bila je s višom potpeticom ukrašena i izrađivana od fine kože, somota, svile... Nosile su se i sandale. Godine 1938. dvobojne cipele bile su namenjene isključivo popodnevnim izlascima. Kao ukras mašnica je dominirala. Poslednje godine ove decenije u modu se uvode ortopedske potpetice s platformama.

#### Tašne
Oblici tašni postali su funkcionalniji nego ranije. Omiljeni oblik tašne je bilo pismo i za večernju i dnevnu varijantu. Početkom decenije postala je moderna tašna muf kao i sportska tašna-ranac i svečana „minodijera“. U drugoj polovini decenije tašne dobijaju veće dimenzije i duže drške.

#### Rukavice
Bile su moderne tokom čitave decenije i nošene su u svim prilikama. Tokom tridesetih, mider je bio neophodan u garderobi moderne žene i trebalo je imati jedan za svaku priliku. 
Nakit se pravio od veštačkih materijala i postao je opšte prihvaćen. Nošeni su kratki lančići narukvice, broševi, i klipsevi. 
Tokom tridesetih, šminkanje je postalo mnogo diskretnje. Koristili su se puderi u boji kože, senke za oči, karmine i lakove manje upadljivih boja.

## Stvaraoci beogradskog modnog šika
Ugledni modni časopisi poput „Voga“ i „Femine“ svoje čitaoce su obaveštavali o modnim novostima, te je time čitav svet bio obučen po poslednjoj modi koju je diktirao Pariz. Vlasnici beogradskih salona su takodje bili učesnici u širenju pariskih novina u modi. Oni su bili dobro informisani o novinama koje su nastajale u modi, te su svojim klijentima mogli da ponude savršene kopije, kao i svoje interpretacije novih modela. Kvalitet i originalnost stvarani su virtuoznošću krojenja koja je morala da se prilagodi pojedinanom stasu kao i istančanošću ukusa pri izboru detalja odredjenoj ličnosti. Na ovaj način su talenat i ukus krojača dolazili do punog izražaja.

### Modni saloni za izradu damskih toaleta
U Beogradu je bilo više modnih salona za koje se smatralo da su na evropskom nivou. Jedan od njih bio je moderan salon Ruža Koen, koji spada u najstarije modne salone. Osnovan je 1910. Kada je 1935. godine osnovana sekcija krojača ženskog odela Ruža Koen je bila veoma predana radu ovog strukovnog udruženja. Darinka Pivarević je otvorila svoj salon 1911. godine. Još jedno poznato ime bila je Angelina Rusojevna koja je takodje bila uspešna modna kojačica. Simbol beogradskog modnog šika će 1919. godine postati salon Rebeke Jakovljević-Amodaj. Ona će samo nekoliko godina kasnije biti smatrana za modnog kreatora najvišeg stila. Sa svojih putovanja u Pariz, Rebeka je donosila gotove modele čije bi kopije izrađivala u svom salonu i prikazivala mušterijama. U njenim salonima je šiveno i do pedeset toaleta nedeljno, za mušterije iz Srbije i regiona. Živka Dankučević otvorila je salon 1921.godine. Ovaj salon je nudio veliki izbor prvoklasne svile i štofova uvezenih iz Francuske. Iste 1921. Mladenović Katarina je otvorila svoj salon.

### Modni saloni ženskih šešira
Šešir je bio obavezni modni detalj međuratne dame. U Beogradu je bilo dosta modisterijskih salona, kao i radnji u kojima su prodavani šeširi. Najpoznatiji saloni su retko prodavali šešire donesene iz Pariza, već su češće imali svoje radionice u kojim su izrađivali kopije po modelima iz najnovijih časopisa. Poznte predrtne mašamode Flora Dvorniković i Rozalija Smolka nastavile su da prave šešire i posle rata, prateći novu modu. Prva Srpkinja koja je završila Akademiju mode u Parizu, Ena Petrovićeva otvorila je 1921. modisterijski salon. Ona je nudila na prodaju najelegantnije modne šešire po pariskoj modi. Sredinom 20-ih godina na ceni su bili saloni „Blanš“ koji je pripadao Sigmondu Đorđu, zatim „Olivera“ Mice Đenadić, kao i „Orao“ Olge Milovanović. Vojislav Ercegovac je svoj prvi salon otvorio 1927. godine, a kasnije će otvoriti još četiri salona u Beogradu i po jedan u Nišu i Skoplju. Tridesetih godina ističu se saloni „Ljiljana“ Vukosave Stojković, „Pariska filijala“ vlasnika Karija Leona, a među njima je bio i salon Medine Veze.

### Obućarske trgovine
Beogradjanka je dosta pažnje posvećivala dobroj obući. Kupovala je cipele jednostavne linije i neutralne boje. Kosta Mitić i Mitrofan Sofronov imali su titulu kraljevskog dvorskog liferanta. Mitić je radio za kralja Aleksandra, kneza Pavla i kneginju Olgu. Najekskluzivniji beogradski salon za izradu obuće po meri bio je „Lektres“ Mike Levija. Ivan Kutnjak izučio je obućarski zanat i 1932. godine otvorio obućarsku radnju. Do drugog vetskg rata u Srbiji je bilo dvanaest fabrika za proizvodnju obuće. Najveća je bila fabrika obuće „Bata“.

### Radionice za izradu tašni
Iako je postajalo mnogo modnih trgovina koje su nudile veliki izbor tašni, kaiševa, putnih kofera, u Beogradu je bilo više specijalizovanih salona za izradu tih delova ženske toalete. Kod „Uzora“ su tašnice,novčanike,buđelare,kaiševe najotmenije beograđanke. 1928. godine otvorena je i trgovina „Aligator“, tu su prodavane tašne urađene u pvoj jugoslovenskoj fabrici kovčega i kožne robe „Sljeme“, čiji je vlasnik bio Samuel Gati. Sopstvenu izradu kofera i damskih tašni nudila je i radnja „Milan J. Stojanovic i Komp.“. Kvalitetom svojih tašni rukavica i kaiševa nameću se trgovine „Ika“ vlasnika Matavulja i Pantića.

### Radionica za izradu bižuterije
U Beogradu je postajao veliki broj juvelira i časovničara. Najbolji glas uživala je radnja „Bižuteri“ , koja je nudila kopije od jeftinih sinetičkih materijala, a vlasnik je bio Antonie Rehorž. Pored nje, postajala je i radnja Bernalda Fišera „Bižu de Pari“